# Tanit

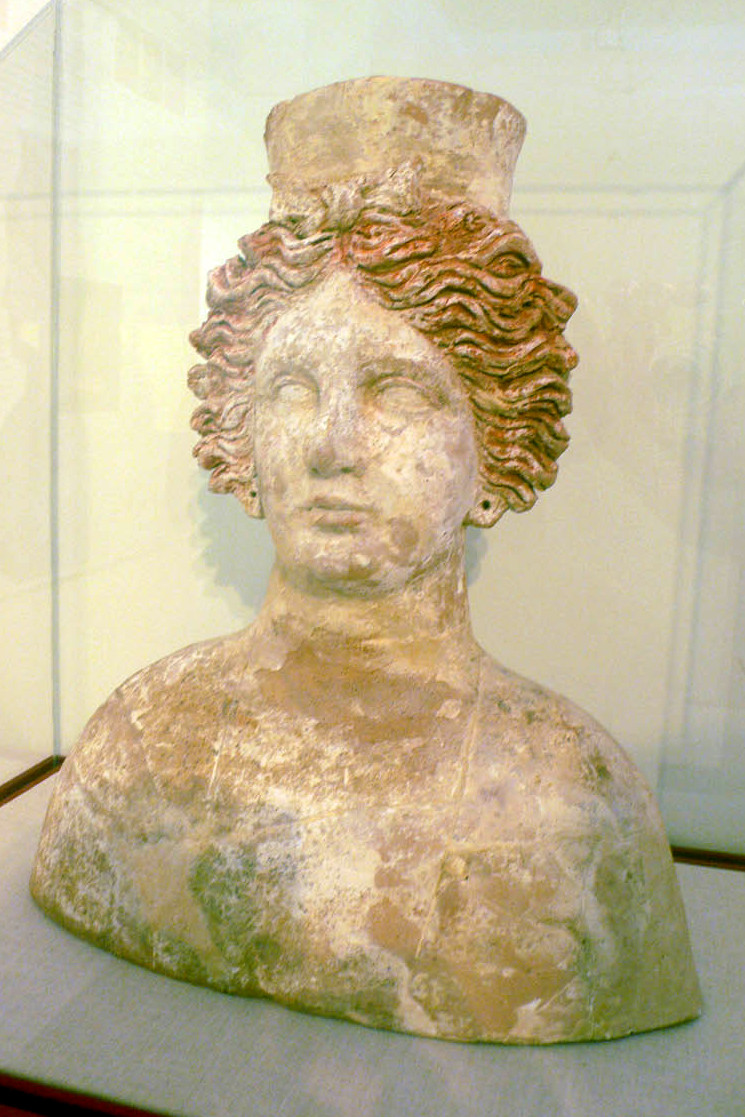
Busto de Tanit, hallado en la necrópolis púnica de Puig des Molins, Ibiza.

Tanit, también conocida como Tinnit, (púnico: 𐤕𐤍𐤕, transliteración: Tīnnīt) es la diosa más importante de la mitología cartaginesa. Equivalente a la diosa fenicia Astarté, era la divinidad de la luna, la sexualidad, la fertilidad y la guerra, así como la consorte de Baal y patrona de Cartago. Fue adorada también en Egipto e Hispania, en especial en Ibiza.

## Iconografía

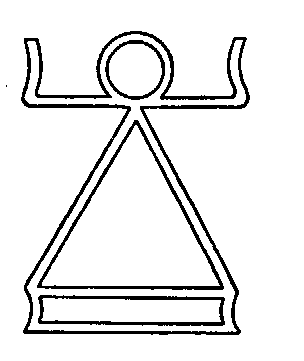
Símbolo de Tanit.

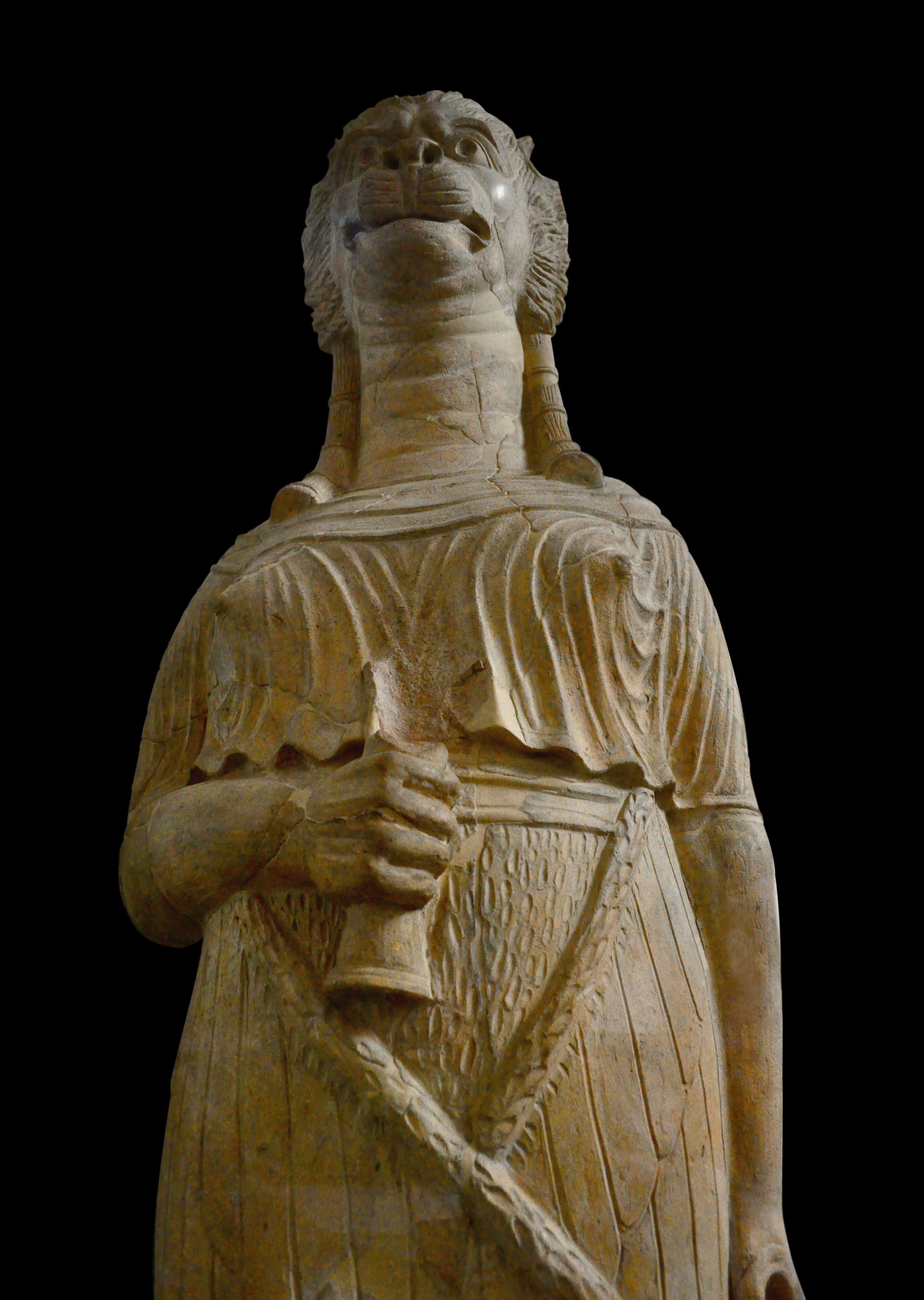
Diosa Tanit con cabeza de leona. Museo Nacional del Bardo (Túnez).

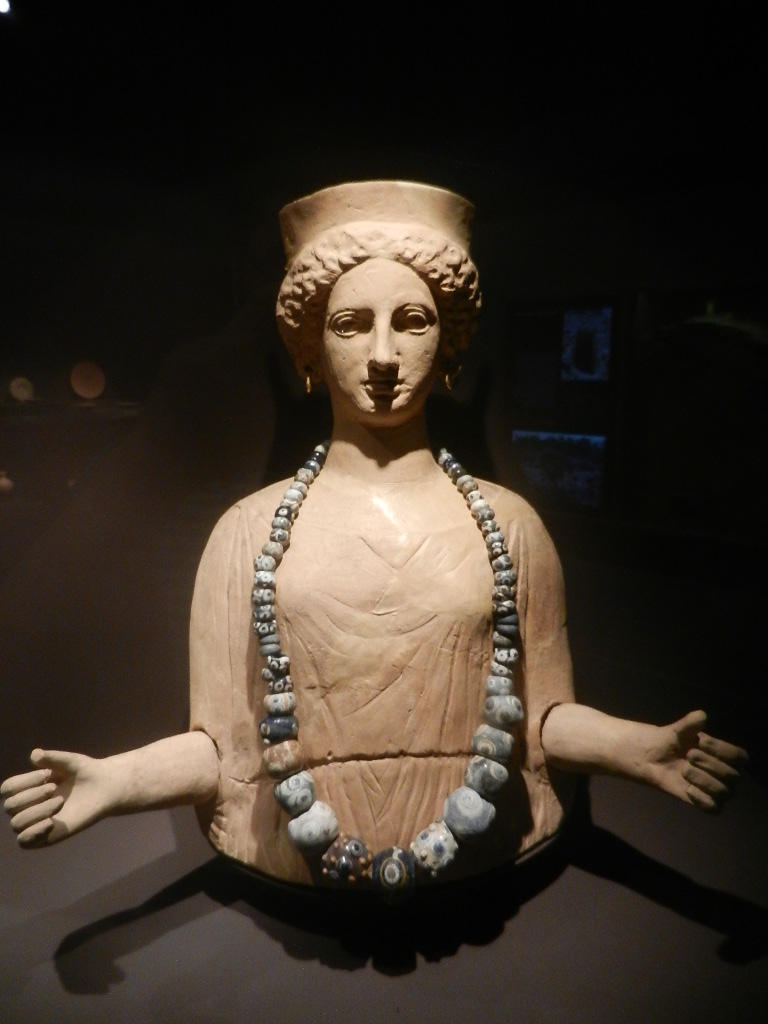
Estatua de Tanit hallada en la isla de Ibiza. Museo de Arqueología de Barcelona.

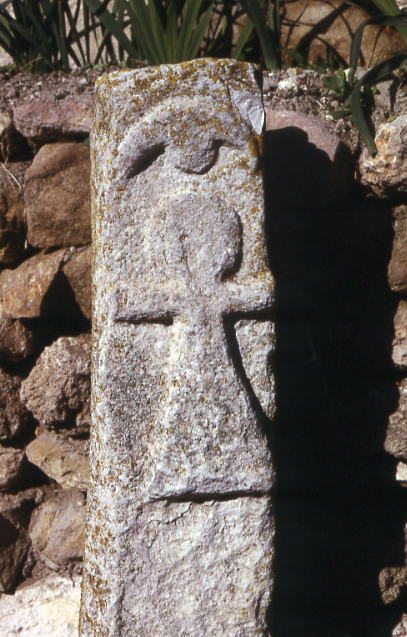
Símbolo de Tanit en el tofet de Cartago.

Su símbolo era una circunferencia sobre un trazo horizontal y un triángulo o "V" invertida. Inicialmente, el triángulo era un trapecio. Algunos estudiosos lo asocian con el símbolo Anj del Antiguo Egipto. También se la simboliza por el creciente lunar y el disco representante del planeta Venus.
De forma similar a Astarté, Tanit aparece en ocasiones representada desnuda, simbolizando la fertilidad, y a lomos de un león o con cabeza de este, en referencia a su carácter guerrero. Abundan también las imágenes aladas, posible influencia del arte egipcio de Isis. Sus seres consagrados eran, entre otros, la paloma, la palmera, la rosa y el pez. Otro motivo la equiparaba con la griega Europa, cabalgando un toro que representaría a Zeus-El.
En el sur de la península ibérica, en Málaga, en la desembocadura del río Guadalhorce, en el paraje conocido como Cerro del Villar apareció un poblado fenicio y entre sus enseres y ajuares una Tanit en bastante buen estado de conservación.

## Culto
El culto a la predecesora de Tanit, Astarté, comienza a denotarse arqueológicamente desde el 3000 a. C. en los estados fenicios de Sidón y Tiro. Es en las cercanías de estas ciudades, alrededor del siglo VI a. C. que el nombre de Tanit aparece por primera vez, en una inscripción que reza "Tanit de Astarté". La relación entre ambas podría haber sido hipostática, representando dos carices de una misma diosa.
La adoración a Tanit se volvió popular en la colonia tiria de Cartago, especialmente tras el distanciamiento entre Cartago y Tiro sucedido en la primera mitad del siglo V a. C. cuando los cultos tradicionales fenicios de Astarté y Melqart perdieron terreno ante los cultos púnicos de Tanit y Baal Hammon.
A partir del 400 a. C., su culto está documentado en muchos lugares mediterráneos: Sidón en el Líbano; Kition en Chipre; Thinissut, Hadrumentum y Constantina en el Norte de África; Tharros, Sulcis y Nora en Cerdeña; Cova Des Culleram en Ibiza; Tossal de la Cala en Benidorm y Lilibeo y Palermo en Sicilia. Su grafía en púnico es Tnt, dado que las lenguas semitas se escriben sin vocales, por lo que su pronunciación verdadera sería aproximadamente Tinit.
En la epigrafía a menudo aparece denominada Tnt pn B’l (Tanit, faz/nombre de Baal), siendo, pues, la divinidad paredra del dios Baal, aunque con el tiempo acabará apareciendo sola en las inscripciones.

### En Hispania
Los fenicios llevaron el culto de Astarté con la fundación de Gadir, la actual Cádiz. Allí podría haberse asimilado con una diosa madre de origen nativo, que quedó iconográficamente ligada a ella. La presencia de Tanit-Astarté pervivió hasta después de la conquista romana de Hispania, cuando fue integrada con la Juno romana (junto con elementos de Diana y Minerva) en una diosa denominada Dea Caelestis, del mismo modo en que Baal Hammon fue asimilado con Saturno. La Dea Caelestis retendría atributos púnicos hasta la terminación de la época clásica en el siglo IV.

### En Ibiza
Ibiza era un buen sitio para fondear las naves, por lo que colonos procedentes de Gadir se establecieron y generaron una economía propia que comerciaba con los pueblos de la costa peninsular cercana.[cita requerida]
El culto a Tanit se mantuvo fuertemente arraigado en la isla de Ibiza, donde la diosa fue adorada hasta la cristianización, en el siglo II. En Ibiza es donde más estatuas de la diosa se han encontrado, la más conocida de las cuales es la de la Cova de es Culleram, en Sant Vicent de sa Cala.
En 1907 se descubrió el santuario rupestre Culleram, donde los fieles depositaban terracotas votivas a Tanit y otras divinidades y le hacían sacrificios de animales. Las terracotas estaban pintadas y representaban un busto alado de la diosa delimitado por flores de loto, un disco solar o una media luna.
Es importante señalar que en el ámbito púnico en general, y en Cartago en particular, no se conserva una estatuaria monumental, ya que las esculturas no sobrevivieron tras la caída y destrucción de Cartago en el año 146 a. C. Por lo tanto, se desconoce cuál habría sido la iconografía "oficial" de la diosa Tanit.
Aunque no se puede determinar con certeza cuándo se introdujo su culto en la isla, como se mencionó anteriormente, Ibiza alberga una de las pocas cuevas-santuario conocidas dedicadas a la diosa Tanit: el santuario de Es Culleram (Cova d'Es Culleram). Esto se confirmó por el texto en caracteres neopúnicos en una de las caras (reverso) de una placa de bronce, fechada en el siglo II a. C., que menciona a la diosa cartaginesa explícitamente: para nuestra señora, para Tinnit la poderosa, y por las numerosas pequeñas figurillas-exvotos (más de mil entre intactas y fragmentadas) de terracota y forma acampanada que la representan encontrados en su interior que, evidencian la gran devoción que esta divinidad tuvo en la isla. 
Con el paso del tiempo, el culto a Tanit en Ibiza se fusionó con otras creencias y religiones, como el cristianismo, que llegó a la isla en el siglo IV d. C. Sin embargo, el legado de Tanit perduró en la cultura ibicenca, y su figura continuó siendo recordada a lo largo de los siglos.

### En las islas Canarias
El culto a Tanit se extendió más allá del ámbito mediterráneo y llegó incluso a las islas Canarias (de hecho, los aborígenes de estas islas, llamados comúnmente como guanches eran de origen bereber). No se descarta la posibilidad de que la diosa Chaxiraxi fuera de hecho la propia diosa Tanit con distinto nombre y atributos debido al citado origen bereber de los antiguos aborígenes canarios.

## Otros datos
La actual religión neopagana llamada Iglesia del Pueblo Guanche utiliza el símbolo de la diosa Tanit para representar este nuevo culto. Esto se debe a que sus fieles creen en el concepto de la Diosa Madre, venerada a través de los siglos y con diferentes nombres. Tanit también está incluida en este culto, pues representa para esta religión (al igual que todas las demás diosas) una advocación de la diosa guanche Chaxiraxi, que era venerada en la isla de Tenerife.